# Terra di Cassel
Il Terra di Cassel è un pigmento inorganico, bruno molto scuro, tendente al nero. La tinta è anche chiamata terra naturale calcinata.
È composto da: ossidi di ferro 1%, sostanze organiche 80%, ligniti e torba.